# Gitaarversterker

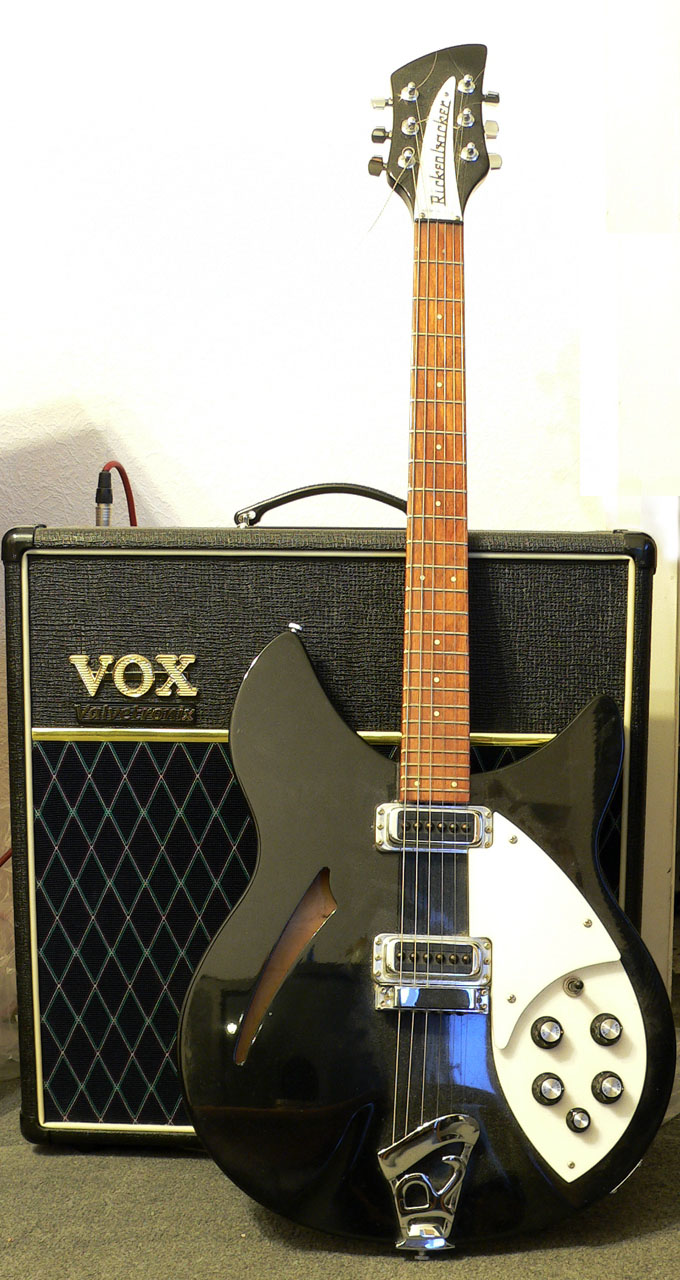
Gitaarversterker met Rickenbackergitaar

Een gitaarversterker is een elektronisch apparaat dat de klanken van een elektrische gitaar versterkt. De gitaar wordt door middel van een kabel aangesloten op de versterker. Vervolgens wordt het geluid - eventueel vervormd - door een luidspreker weergegeven.

## Elektronica
Gitaarversterkers kunnen worden onderverdeeld aan de hand van de techniek die voor de signaalversterking is gebruikt:
- Buizenversterkers (tube amps) zijn versterkers die opgebouwd zijn met elektronenbuizen (Engels: vacuum tubes of valves). Vooral professionele versterkers maken gebruik van deze techniek. Dit type versterker geeft een vintagegeluid en vervorming bij oversturing. Deze versterkers wegen over het algemeen veel meer dan transistorversterkers. Dit komt doordat de voeding ook het vermogen voor de gloeispanning van de buizen moet leveren en de voedingstransformator dus groter moet zijn en doordat er na de eindbuizen nog een transformator zit die ervoor zorgt dat de hoge impedantie van de eindbuizen aangepast wordt aan de lage impedantie van de luidsprekers (en men niet geëlektrocuteerd wordt door een spanning van tussen de 300 en 550 volt die anders op de luidspreker zou staan). De aanwezigheid van grote transformatoren betekent veel ijzer, dus veel gewicht. Sinds pakweg 2005 zijn er goedkopere In China geproduceerde buizenversterkers op de markt en zijn buizenversterkers niet meer alleen voor de gevorderde gitarist op de markt. Een nadeel van buizenversterkers is dat ze relatief veel onderhoud nodig hebben. De buizen moeten bij intensief gebruik elke paar jaar vervangen worden.
- Transistorversterkers (solid state amps) bevatten transistors voor de signaalversterking. Dit type versterker is goedkoper en minder kwetsbaar dan een buizenversterker, maar het geluid is minder "warm" dan dat van buizenversterkers en de vervorming bij oversturing wordt vaak als onaangenaam ervaren.[bron?] In het geval van zeer goedkope transistorversterkers wordt het geluid van de oversturing door (vakbladen voor) gitaristen vaak spottend vergeleken met een wesp in een jampot. Er zijn echter ook transistorversterkers voor de professionele markt die vooral onder jazzgitaristen erg geliefd zijn. Sinds midden jaren 2010 is er een trend ontstaan om met solidstate componenten buizencircuits te simuleren en daarmee op analoge wijze een geloofwaardige buizenklank te ontwikkelen. Voorbeelden hiervan zijn producten als de BluGuitar Amp1, Boss Nextone en Origin Effects Revivaldrive (preamp-pedaal) De laatste jaren is bij veel solidstate de transistoreindtrap vervangen door een klasse-D-circuit. Deze circuits zijn vaak goedkoper en hebben geen zware koelribben nodig. Hoewel er zeer goede klasse-D-versterkers bestaan laat de klankkwaliteit van veel klasse-D-versterkers te wensen over en keren sommige fabrikanten terug naar klasse AB-transistorversterkers.
- Modellingversterkers (modelling amps) zijn versterkers die (bij benadering) het geluid van verschillende versterkers kunnen nabootsen. Meestal worden hiervoor digitale technieken gebruikt. Voor de versterking zelf wordt vaak transistortechnologie gebruikt, hoewel er ook modellingversterkers bestaan die (althans in de eindtrap) buizen gebruiken. Tegenwoordig wordt deze technologie ook gebruikt in de vorm van software waarmee men de geluiden van versterkers, luidsprekers en microfoons nabootst.
- Hybride versterkers zijn versterkers die technieken combineren. Meestal betekent dit een buizencircuit in de voortrap en een transistorcircuit in de eindtrap. Dit was in de jaren 90 de goedkope oplossing om een beetje "buizenwarmte" toe te voegen aan een betaalbare transistorversterker. Het bekendste voorbeeld hiervan is de Marshall Valvestate-serie. In de jaren 70 werden door merken als Peavey en Musicman versterkers met een transistorvoortrap en een buizeneindtrap op de markt gebracht. De term hybride wordt de laatste jaren ook gebruikt voor versterkers die modellingtechniek met echte buizen combineren.

## Uitvoeringen

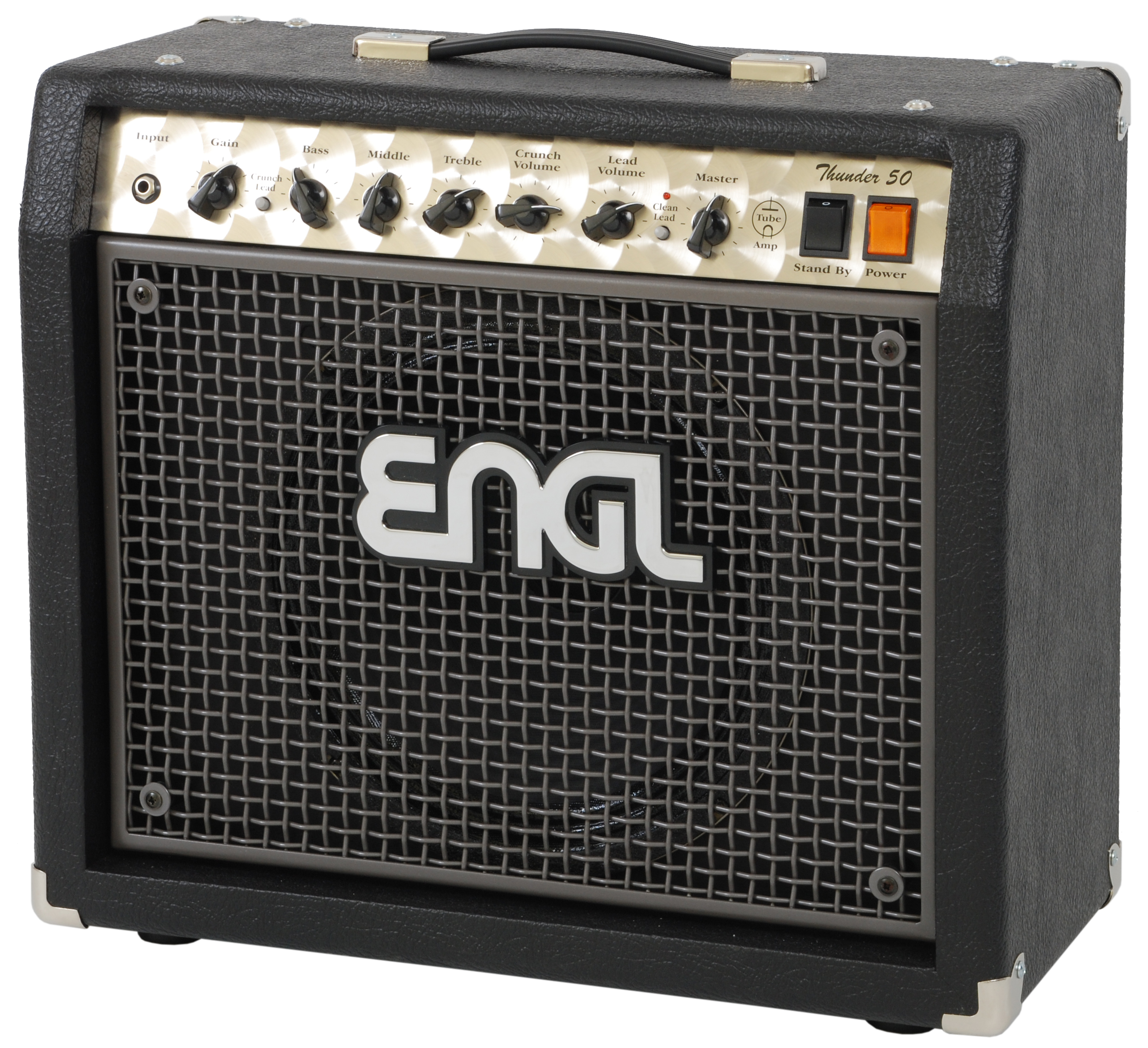
Een gitaar combo van het merk Engl

- Combo - Bij een combo zitten de versterker en de luidspreker(s) samen in één kast, wat praktisch is bij het vervoer en het opbouwen van de spullen. Er zijn combo's met een klein (oefenruimte, studio; 10 tot 15 watt) tot redelijk groot vermogen (optredens: 30 tot 450 watt). Sommige combo's hebben één luidspreker, andere kunnen er twee hebben. Meestal is de achterwand open om de versterker via de lucht koeling te geven. De klankkleur is dan anders dan bij een gesloten kast: helderder, met minder laag. Er zijn aparte combo's voor elektrische gitaren en voor basgitaren.

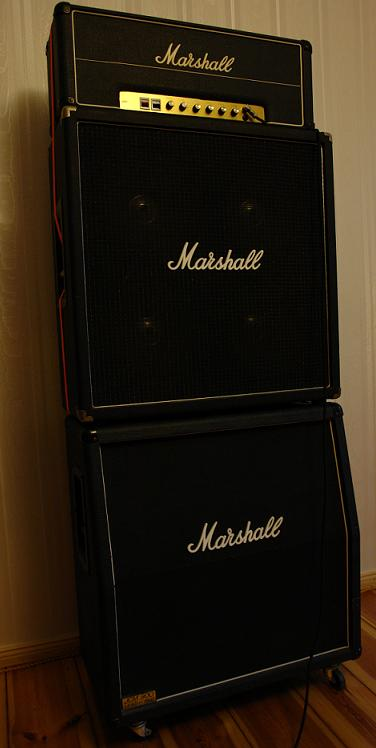
Marshall Stack: top met twee luidsprekerkasten. Het bovenste deel is de top, de onderste kast op deze afbeelding is een buikkast. Meestal zit de buikkast in het midden.

- Stack - Een stack bestaat uit twee op elkaar geplaatste luidsprekerkasten, waarbovenop de aparte versterker (top) is geplaatst. Deze combinatie wordt ook wel een toren genoemd. De versterkervermogens van zo'n toren lopen sterk uiteen. Standaard is 100 watt, maar Fender heeft tegenwoordig een stack van 550 watt. In elke luidsprekerkast van een stack zitten meestal vier luidsprekers, soms twee. Er zijn aparte stacks voor gitaren en voor basgitaren. Een combinatie van een versterker en één luidsprekerkast wordt een half stack genoemd.
- Top of head is de eigenlijke versterker, die meestal boven op een stack wordt geplaatst. Deze versterker versterkt het signaal van de elektrische gitaar en levert het als vermogen af aan de luidsprekerkasten. Favoriet bij gitaristen is de buizenversterker.
- Buikkast - De buikkast is meestal de bovenste luidsprekerkast van een stack. Deze kast loopt vanaf het midden naar de bovenkant iets toe, waardoor de buikvorm ontstaat. De top past dan precies op dit type luidsprekerkast.

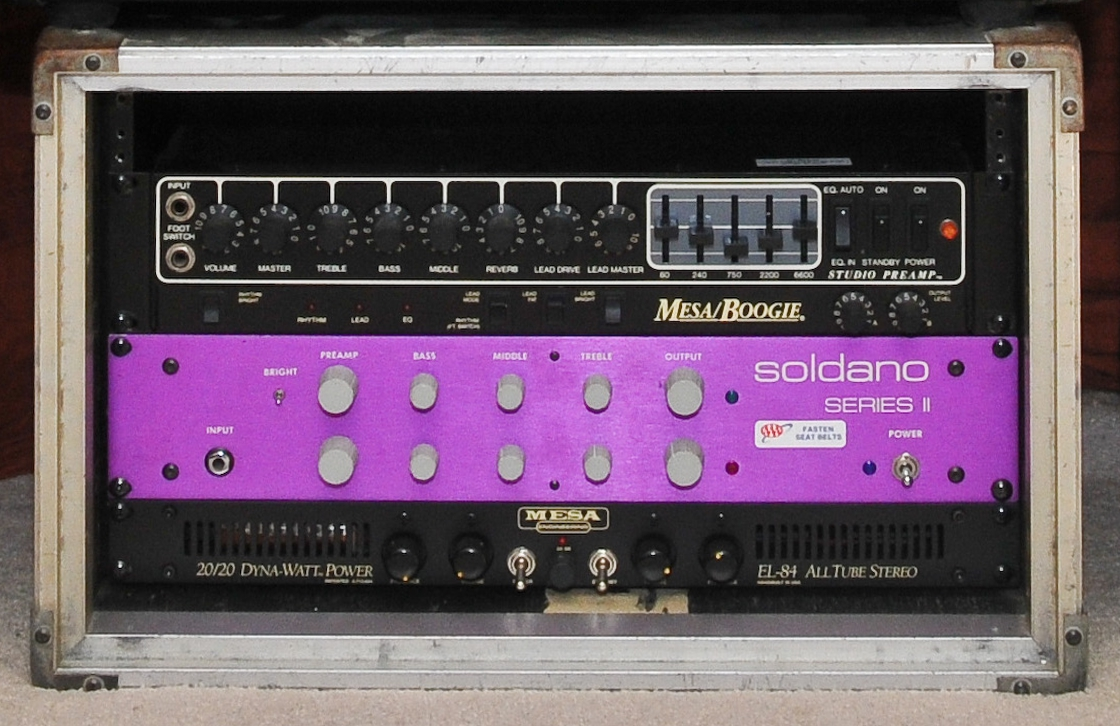
Gitaarversterkerrack bestaand uit twee voorversterkers en één (stereo)eindversterker

- Rack: er bestaan ook gitaarversterkers in 19 inch rackformaat. Ze zijn vaak uit een aparte voor- en eindversterkerunit opgebouwd, al dan niet met daartussen een of meer effectapparaten. Dit geheel zit dan op een los staande luidsprekerkast aangesloten. Rackgitaarversterkers waren voornamelijk in de jaren tachtig en de eerste helft van de jaren negentig populair.

De keuze welk soort gitaarversterker er gebruikt wordt, hangt o.a. af van het gegeven of er in de regel aparte zaalversterking (P.A. - public address) is of niet. Daarnaast is natuurlijk ook de persoonlijke voorkeur van de gitarist belangrijk.

## Oermodellen

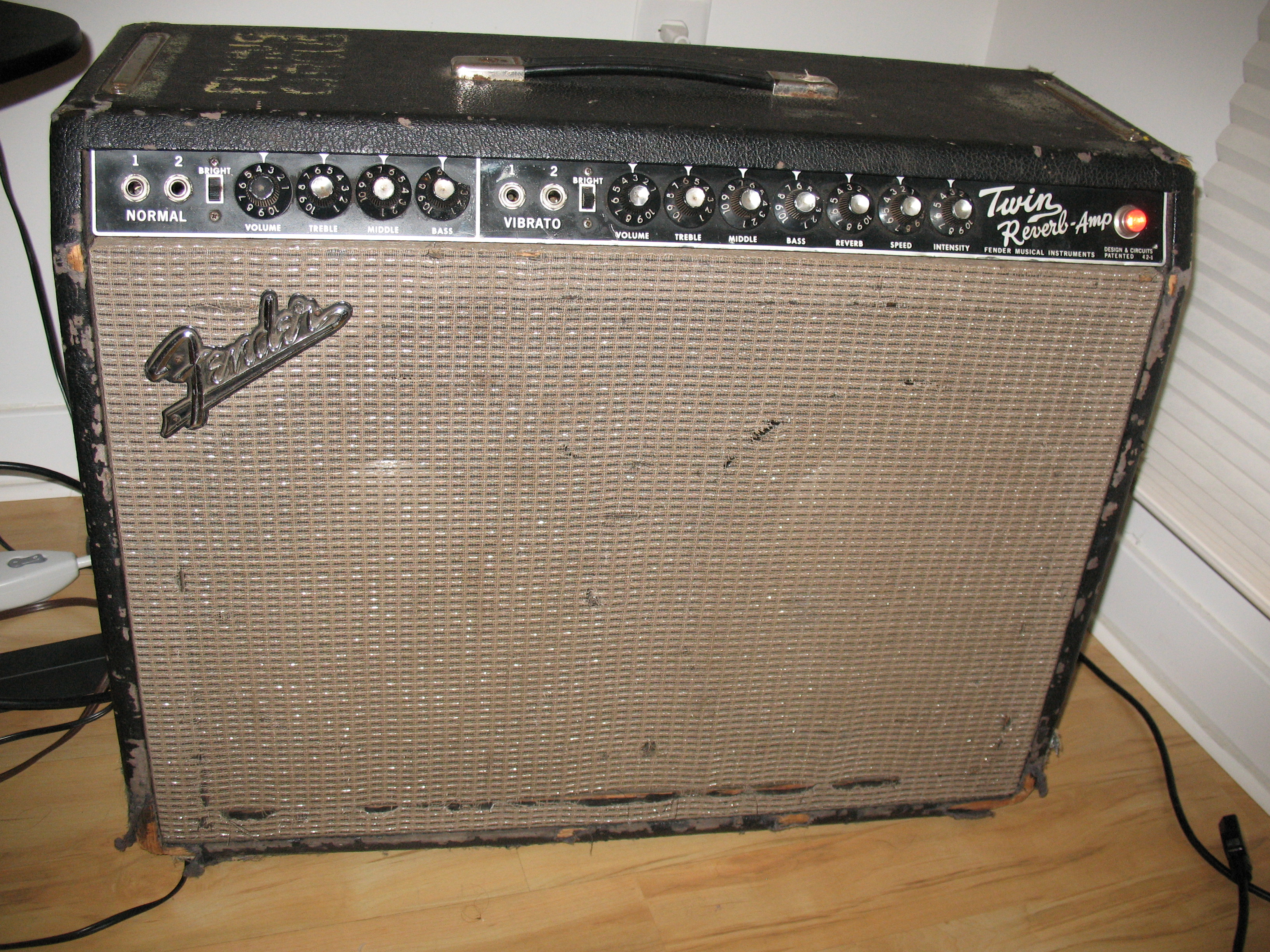
1965 Fender “blackface” Twin Reverb met flink wat gebruikssporen

Over het algemeen worden de volgende types gitaarversterker als de oermodellen gezien waarop de meeste moderne versterkers zijn gebaseerd. Deze versterkers hebben ieder hun eigen typische "sound".
- Fender Bassman, met klasse AB-eindtrap met twee 6L6-buizen die een rauw clean met een randje en een stevig midden voortbrengt. Dit type versterkergeluid wordt vaak als “tweed” omschreven, naar het met tweed bekleedde versterkerkabinet wat typerend voor Fender-versterkers uit de jaren 1950 is. Hoewel deze versterker voor bassisten was ontworpen werd hij vooral populair bij gitaristen. Naast de Bassman worden ook andere versterkers uit de Tweed-periode zoals de Deluxe en de Twin als klassiekers beschouwd. Alle tweed versterkers waren door ze hard te zetten te oversturen hoewel dat geluid pas halverwege de jaren 1960 populair werd. Typerend voor die versterkers is dat ze gebruik maken van een gelijkrichtbuis waardoor de dynamische reactie op harde signalen anders is. Het duurt door de gelijkrichtbuis na het binnenkomen van een hard signaal even (enkele tientallen milliseconden) voordat de voeding genoeg stroom aan de eindbuizen kan leveren voor dat volume. Hierdoor ontstaat extra compressie in het geluid.
- Fender Twin Reverb een klasse AB-eindtrap met vier 6L6-buizen, die samen een vermogen van 85 watt leveren De “twin” produceert een helder clean geluid met galm. Dit geluid wordt vaak aangeduid als "twang" of “blackface”. Die laatste naam is afgeleid van de zwarte bedieningspanelen die midden jaren 60 op Fender-versterkers zaten. De Twin Reverb was het topmodel uit die lijn, maar ook de andere blackface-versterkers zoals de Deluxe Reverb En de Super Reverb zijn stuk voor stuk klassiekers. Blackface versterkers laten zich zonder boost-of overdrive pedaal minder gemakkelijk oversturen en hebben minder midden tonen terwijl het hoog en het laag meer geaccentueerd is.
- Vox AC30, klasse A-eindtrap met vier EL84-buizen, die samen een vermogen van 30 watt leveren (stevig clean met meer compressie en minder laag dan een Fender Twin). Het typische hoog van deze versterker wordt vaak omschreven “chime” door de karakteriek van de EL84 buizen is er minder laag in het weergegeven geluid aanwezig. Ook de Vox AC-15 het kleinere broertje Van de AC-30 met een luidspreker en 15 watt is een bekende klassieker.
- Marshall JTM45, Marshall JTM50 en de JTM100, met een klasse AB-eindtrap met twee, resp. vier buizen KT66 (later EL34), die samen een vermogen van 45, 50 of 100 watt leveren. De eerste echte "scheurversterker" (Eric Clapton, Jimi Hendrix, The Who). Jim Marshall had het circuit van de Fender Bassman als uitgangspunt gebruik. Behalve andere versterkerbuizen gebruikte Jim Marshall diodes in plaats van een buis voor de gelijkrichting. Zowel de versterker zelf als de typische volle romige scheur van deze en soortgelijke versterkers wordt vaak omschreven als “plexi” naar het plexiglazen bedieningspaneel op de eerste geproduceerde serie van deze versterkers. Ook overdrive pedalen met een soortgelijk karakter worden vaak “plexi-stijl” pedalen genoemd. Veel Marshall-versterkers uit de jaren 70 waren nog sterk op de plexiversterkers gebaseerd en leverde een soortgelijk geluid waarbij de mogelijkheid tot oversturing verder was uitgewerkt om aan de eisen van die tijd te voldoen. Merken als London City, Hiwatt, en Stramp gebruikten het plexi-ontwerp als uitgangspunt voor het ontwerpen van hun eigen versterkers. Ook hedendaagse merken als Friedman en Hughes & Kettner hebben hun eigen varianten op de Plexi.

## Merken
- Ashdown Engineering
- BluGuitar
- Bogner
- Bugera
- Diezel
- Engl
- Egmond (gitaarbouwer) (royal)
- Faylon
- Fender
- Friedman Amplification
- Hiwatt
- Hughes & Kettner
- Ibanez
- Koch
- London City
- Laney
- Marshall
- Mesa Boogie
- Novanex
- Orange
- Peavey
- Randall
- REVV
- Roland
  - Boss
- Suhr Guitars
- Traynor
- Victory Amps
- VOX
- Yamaha
  - Line 6